# لورن آلااینا
لورن آلااینا کریستین سادت (به انگلیسی: Lauren Alaina Kristine Suddeth) (زاده ۸ نوامبر ۱۹۹۴) خواننده، ترانه‌سرا و نفر دوم از فصل دهم از سری مسابقات امریکن آیدل است.